# Rosola
Rosola (anticamente Rosula) è una frazione del comune italiano di Zocca, nella provincia di Modena, in Emilia-Romagna.

## Storia
Chiamato in origine Muzzano, il borgo fu sede dell'antico castello della Rosa, a lungo conteso tra i comuni di Bologna e di Modena. Nel 1390 gli abitanti di Rosula, insieme a quelli di Montalto, si posero al servizio di Bologna, mentre pochi anni dopo si assoggettarono agli Estensi, risultando già nel 1398 tra i possedimenti dei Montecuccoli. Borso d'Este infeudò il borgo nel 1454 ai conti Ugo, Venceslao e Uguccione Rangoni.

## Monumenti e luoghi d'interesse

### Architetture religiose
- Chiesa di San Leonardo Limosino, chiesa parrocchiale della frazione, venne ricostruita nel XVI secolo in altro luogo rispetto all'originario edificio medievale a servizio del castello, menzionato nelle Rationes Decimarum del 1291 come Sancti Leonardi de Muzzano.[2][4] All'interno sono conservati una Crocifissione dell'inizio del XVII secolo, un Battesimo di Cristo del XVI secolo, e una Madonna col Bambino e santi del 1699 nell'abside dipinto.[4]
- Santuario della Beata Vergine della Verrucchia, situato non lontano dal centro del borgo, lungo la strada per Zocca, risale al XVIII secolo ed è legato alla tradizione di un'apparizione mariana.

### Architetture militari
- Torre Rangoni: torre mozzata del XIII-XIV secolo,[5] è ciò che rimane dell'antico castello della Rosa.[2] Qui è stato rinvenuto nel XIX secolo un tesoretto di monete d'argento databili tra il IX e l'XI secolo.[2]
- Castello di Montecuccoli a Monte Questiolo: resti dell'antico castello di Montecuccoli sotto cui fu posta la giurisdizione di Rosola.[6]